# Trainingszentrum des Litauischen Fußballverbandes
Das NFA-Stadion (litauisch NFA stadionas, voller Name Nacionalinės futbolo akademijos stadionas) ist ein Fußballstadion in der litauischen Stadt Kaunas. 

## Geschichte
Das NFA-Stadion ist Teil der 2002 eingeweihten Nacionalinė Futbolo Akademija (NFA) und gehört dem litauischen Fußballverband Lietuvos futbolo federacija (LFF). Der Kunstrasen der Sportstätte entspricht den Anforderungen des Weltverbandes FIFA. Es bietet 500 Sitzplätze, 50 davon überdacht, und eine Flutlichtanlage. Es dient als Heimspielstätte bzw. Ausweichstadion verschiedener Clubs der Stadt sowie für Test- und Jugendspiele der NFA. Der Fußballclubs FBK Kaunas ist vom Nationalstadion S.Dariaus-und-S.Girėno-Stadion mit 9.180 Plätze in das NFA-Stadion umgezogen. Der FC Stumbras trägt seine Partien hauptsächlich im Nationalstadion aus, nutzt die kleinere Spielstätte für Trainings- und Freundschaftsspiele. Darüber hinaus ist es die Spielstätte der B-Mannschaft und der meisten weiteren Mannschaften des Vereins. Auch der FK Kauno Žalgiris ist Nutzer des Stadions. Um das Stadion gehören weitere Fußballplätze zum Komplex.